# Cava
Cava er en mousserende, frugtfyldt vin med en alkoholprocent mellem 10,8 og 12,8 %.

## Hvor kommer cava fra?
Cava kommer i overvejende grad fra Catalonien men kan i princippet komme fra hele Spanien, da Cava er ikke på samme måde som champagne er bundet til et bestemt geografisk område.

## Historie
Produktionen af cava som vi kender det kan føres tilbage til omkring 1872.  og da blev cava skabt med inspiration fra Champagne. Da europæiske vinmarker blev ramt af vinpest i slutningen af 1800-tallet, besluttede mange spanske vinbønder at genplante deres marker med lokale og hvide druer særligt: Macabeo, Xarel-lo og Parellada.

## Hvordan produceres cava?
Cava produceres efter champagnemetoden eller "den klassiske metode" med 2. gæring på flasken på samme måde som eksempelvis champagne og crémant. Processen er beskrevet i nedenstående 6 procestrin:
1. Druer høstes, presses og gæres på ståtanke ved en temperatur på ca. 20C som skaber de rene basisvine baseret på enkelt-druer med en alkoholprocent på 10,5 - 11,5.
2. Basisvinene blandes til en færdig cuvée og hældes på flasker
3. Sukker, druemost og gær tilsættes for at starte 2. gæring som foregår på flaske lukket med en metalkapsel eller monteret med korkprop. Processen tager 2-3 måneder og slutter når sukkeret har "spist" alt gæren.
4. Vinene modner herefter på “bundfaldet” bestående af bl.a. døde gærceller i en periode (9+ mdr.) Processen hvor gærcellen nedbrydes og går i forbindelse med vinen kaldes “autolyse”.
5. Bundfaldet opsamles og fjernes nu ved at flaskerne placeres med halsen nedad i metalbure eller "pupitre" som løbende roteres så bundfaldet samler sig i halsen. Efterfølgende fryses flasken og det frosne bundfaldet skydes ud ved hjælp af trykket i flasken. Processen kaldes "degorgering".
6. Til sidst toppes flaskerne op med en blanding af basisvin, sukker og gær og lukkes med en korkprop og muselet for at bevare trykket i flasken. Blandingen af basisvine og sukker er i høj grad med til at definere slutproduktet.

## Hvilke druer anvendes til produktion af cava?
Cava produceres overvejende på 3 lokale druer: Macabeo, Xarello og Parellada. Det er dog tilladt af anvende følgende 4 øvrige druetyper: Chardonnay, Pinot noir, Trepat og Subirat Parent.

## Hvordan klassificeres cava
Cava klassificeres efter lagring og (rest)sukkerindhold. Minimuskravet til lagring er 9 måneder for Cava de Guarda mens minimumskravet for Cava de Guarda Superior er 18 måneder. Cava spænder i sukkerindhold fra Brut nature der maks. må indeholde 3 g. tilsat sukker/l til Dulce der der indeholder 50+ g tilsat sukker/l.

## Marked
Der blev i 2022 solgt 249 millioner flasker cava. Cava de Guarda udgør 87 % af salget, mens den resterende del af salget Cava de Guarda Superior udgør ca. 13%. Omkring 69 % af salget går til eksport mens 31 % sælges lokalt i Spanien. I Danmark udgjorde salget ca. 1,7 millioner flasker.